# Mogens N. Pedersen
Mogens Nielsen Pedersen (* 14. Dezember 1939 in Odense) ist ein dänischer Politikwissenschaftler und Hochschullehrer.

## Leben und Wirken
Mogens N. Pedersen studierte Politikwissenschaft an der Universität Aarhus und legte dort seine Abschlussprüfung zum „cand. sc. pol“ ab. Zunächst war er anschließend als wissenschaftlicher Assistent bzw. Dozent an dieser Universität tätig. Von 1970 bis 1971 unternahm er einen Forschungsaufenthalt an der Stanford University. 1973 erhielt er eine Professur an der Universität Odense (seit 1998 Syddansk Universitet). Im Jahre 1978 hatte Pedersen eine Gastprofessur am Europäischen Hochschulinstitut in Florenz inne. Bis 2002 leitete er an seiner Universität die Abteilung für Politikwissenschaft. 2010 trat er in den Ruhestand.
In seinen Forschungen und Veröffentlichungen beschäftigt sich Mogens N. Pedersen vor allem mit den Parteien und dem Wahlverhalten in Dänemark und den anderen skandinavischen Staaten sowie mit den Parteien im Europäischen Parlament.
Von 1994 bis 2000 war er Vorstand des European Consortium for Political Research.

## Veröffentlichungen (Auswahl)
- Preferential Voting in Denmark. The Voters Influence on the Election of Folketing Candidates. In: Scandinavian Political Studies, Bd. 1 (1966), S. 167–187.
- Consensus and Conflict in the Danish Folketing. In: Scandinavian Political Studies, Bd. 2 (1967), S. 143–166.
- (mit Erik Damgaard u. P. Hannestad Olsen): Party Distances in the Danish Folketing 1945–1968. In: Scandinavian Political Studies, Bd. 6 (1971), S. 87–106.
- The geographical matrix of parliamentary representation. A spatial model of political recruitment. In: European journal of political research, Bd. 3 (1975), S. 1–19.
- Political development and elite transformation in Denmark (= Contemporary political sociology series, Bd. 2). Sage, London 1976, ISBN 0-8039-9861-9.
- The Danish university between the millstones. In: Minerva, Bd. 15 (1977), S. 335–376.
- (Hrsg.): Dansk politik in 1970'erne. Samfundsvidenskabeligt, Viborg 1979, ISBN 87-7318-140-4.
- (mit Howard O. Hunter): Recent reforms in Swedish higher education. In: Minerva, Bd. 18 (1980), S. 324–351.
- Towards a new typology of party lifespans and minor parties. In: Scandinavian political studies, Bd. 5 (1982), S. 1–16.
- (mit Kjell A. Eliassen): Skandinaviske politiske institutioner og politisk adfaerd 1970–1984. Odense University Press, Odense 1985, ISBN 87-7492-515-6.
- Eine kurzgefaßte Übersicht über die Entwicklung des dänischen Parteiensystems. In: Franz Urban Pappi (Hrsg.): Parteien, Parlamente und Wahlen in Skandinavien. Campus-Verlag, Frankfurt/M. 1994, S. 91–108, ISBN 3-593-35118-8.
- Euro-parties and European parties. New arenas, new challenges and new strategies. In: Svein S. Andersen (Hrsg.): The European Union. How democratic is it? Sage, London 1996, S. 15–39, ISBN 0-7619-5112-1.
- (mit Hans Rattinger u. Richard S. Katz): The dynamics of European party systems. In: European journal of political research, Bd. 31 (1997), S. 83–97.
- (Mithrsg.): Party sovereignty and citizen control. Selecting candidates for parliamentary elections in Denmark, Finland, Iceland and Norway. University Press of Southern Denmark, Odense 2002, ISBN 87-7838-692-6.
- (mit Ulrik Kjær): De danske folketingsmedlemmer. En parlamentarisk elite og dens rekruttering, cirkulation og transformation, 1849–2001. Århus Univ.-Forl., Århus 2004, ISBN 87-7934-071-7.
- (mit Ulrik Kjær u. Kjell A. Eliassen): Institutions matter - even in the long run. Representation, residence requirements and parachutage in Norway and Denmark. In: Hanne Marthe Narud (Hrsg.). Elections, parties and political representation. Festschrift for professor Henry Valen's 80th anniversary. Universitetsforlaget, Oslo 2004, S. 335–354.
- Denmark: Political science – past, present and future. In: Hans-Dieter Klingemann (Hrsg.): The state of political science in Western Europe. Budrich, Leverkusen 2007, S. 87–102, ISBN 3-86649-045-3.
- (mit Ulrik Kjær u. Kjell A. Eliassen): The geographical dimension of parliamentary recruitment. Among native sons and parachutists. In: Maurizio Cotta/Heinrich Best (Hrsg.): Democratic representation in Europe. Oxford University Press, Oxford 2007, S. 160–190, ISBN 0-19-923420-5.
- A Danish killer amendment. When judicial review was banned from the 1849 Constitution. In: Public choice, Bd. 158 (2013), S. 513–523.

Festschrift
- Erik Beukel (Hrsg.): Elites, parties and democracy. Festschrift for Professor Mogens N. Pedersen (= Odense University studies in history and social sciences, Bd. 225). Odense University Press, Odense 1999, ISBN 87-7838-506-7 (Bibliographie Mogens N. Pedersen S. 333–340).